# Yacimiento El Torrelló de Boverot
El torrelló del Boverot es un asentamiento, que se encuentra en la parte oeste del término municipal de Almazora, en la Plana Alta, junto al río Mijares limítrofe con el término municipal de Onda, provincia de Castellón, Comunidad Valenciana, España.
Está catalogado como Bien de Interés Cultural, según consta en la Dirección General de Patrimonio Artístico de la Generalidad Valenciana, con número de anotación: R-I-55-0000552 y fecha 2 de diciembre de 1997.
Las excavaciones arqueológicas que se han llevado a cabo han permitido la documentación de unos restos del poblado de la época del Bronce, que podrían datarse hacia el año 1000 a. C.. Se pueden ver varias estructuras urbanas superpuestas, con varios momentos de la ocupación. Destaca la calle ibéra (en parte empedrada), con sus viviendas adosadas (una de ellas con un enterramiento infantil en el pavimento), fechada en torno al 160-140 a. C. También se pueden ver varias murallas, con más de 70 metros longitudinales, para proteger el asentamiento de las posibles invasiones.